# Güzelpınar, Pamukkale
Güzelpınar là một xã thuộc huyện Pamukkale, tỉnh Denizli, Thổ Nhĩ Kỳ. Dân số thời điểm năm 2010 là 657 người.